# Phyllotreta lativittata
Phyllotreta lativittata es una especie de insecto coleóptero de la familia Chrysomelidae. Fue descrita en 1860 por Kutschera. Se encuentra en Europa.